# Aphyolebias peruensis
El rivulino peruano (Aphyolebias peruensis) es una especie de pez de agua dulce de América del Sur, de la familia de los rivulinos. Son peces de pequeño tamaño con una longitud máxima descrita de tan solo 10 cm, comercializados para acuariología pero muy difícilies de mantener en acuario.

## Distribución y hábitat
Esta especie es un endemismo que solo puede encontrarse en su localidad tipo, una pequeña comunidad en la provincia de Loreto, en la cuencia fluvial del río Amazonas en el norte del Perú.
De comportamiento bentopelágico, prefiere agua con una temperatura entre 27 °C y 30 °C y un pH cercano al neutro.